# Chiloé
Chiloé (plným jménem Isla Grande de Chiloé – Velký ostrov Chiloé – jedná se o největší ostrov ze souostroví) je ostrov v Tichém oceánu nedaleko jižního pobřeží Chile. Má rozlohu 8 394 km² a je tak čtvrtým nebo pátým největším ostrovem jihoamerického kontinentu – rozlohou srovnatelný s Korsikou či Kyprem. Spolu s okolními ostrůvky tvoří souostroví Chiloé, které je jednou ze čtyř provincií regionu Los Lagos. Hlavním městem je Castro se zhruba čtyřiceti tisíci obyvateli, dalšími významnými sídly jsou Ancud a Quellón. Obyvatelstvo tvoří indiánsko-španělští míšenci, nazývaní Chilotes a hovořící specifickým nářečím.

## Geografie
Ostrov má zhruba tvar obdélníku, jehož delší strana je orientována severojižním směrem. Pobřeží je velmi členité. Na severu je oddělen od pevniny průlivem Chacao, který má v nejužším místě necelé dva kilometry. Na východě leží mezi ostrovem a pevninou chráněný záliv Corcovado a záliv Ancud. Na ostrově pokračuje pevninské pohoří Cordillera de la Costa, nejvyšší vrchol má nadmořskou výšku 866 metrů. Chiloé leží na hranici Patagonie, obvykle však není pokládán za její součást. Kolem ostrova se nachází množství menších ostrůvků, které společně s hlavním ostrovem tvoří souostroví Chiloé – k největším z těchto ostrůvků patří např. Quinchao.

## Přírodní poměry
Ostrov má mírné vlhké podnebí, průměrná roční teplota se pohybuje okolo 11 °C a srážky okolo 3000 mm. Většinu území pokrývají rašeliniště nebo husté pabukové a fitzroyové lesy s množstvím mechů a kapradin. Typickými rostlinami jsou jahodník chilský, rozpylec lékařský, jehož plody slouží jako náhražka pepře, a jedlá barota chilská, připomínající dvoumetrovou reveň. Obyvateli lesů jsou vzácné druhy pudu jižní a pes Darwinův, v okolí vodních toků žije hvízdák chilský, ve skalách hnízdí buřňák temný. Na pobřeží ostrova se nacházejí kolonie tučňáků a lachtanů, v okolním moři žije plejtvák obrovský, velryba jižní nebo plískavice jižní. Na ochranu ohrožených kytovců byl v obci Puñihuil spuštěn Projekt Alfaguara (španělsky „plejtvák“), zaměřený na vědecký výzkum a osvětu návštěvníků. Na ostrově jsou dvě přírodní rezervace: na severozápadě Národní park Chiloé a na jižním pobřeží soukromý park Tantauco, který vlastní chilský prezident Sebastián Piñera.
Ostrov je pro své klima a přírodní poměry srovnáván s Irskem.

## Historie
Název Chiloé znamená v jazyce původních obyvatel z kmene Huilliche „země racků“. Ostrov byl podle archeologických nálezů osídlen již před sedmi tisíci lety, pro Španěly jej zabral roku 1558 guvernér Chile García Hurtado de Mendoza, který založil město Castro. Byl zaveden systém encomiend, zrušený po povstání domorodců v roce 1712. Po vyhlášení nezávislosti Chile se ostrov odmítl k novému státu připojit a zůstal baštou zbytků koloniální armády, která kapitulovala až roku 1826. V roce 1960 bylo západní pobřeží ostrova vážně poničeno vlnou tsunami vzniklou v důsledku velkého chilského zemětřesení.
Památkami na období christianizace jsou dřevěné kostely na Chiloé, šestnáct z nich bylo roku 2000 zapsáno na seznam světového dědictví UNESCO. Největší z nich je chrám svatého Františka v Castru s dvojicí věží dosahujících výšky 42 metrů. Typickým obydlím jsou dřevěné domky palafitos, které stojí na pobřeží na kůlech a jsou natřeny pestrými barvami.

## Ekonomika
Na ostrově se provozuje převážně těžba dřeva, pastevectví a pěstování brambor místní odrůdy Michuñe – ostrov je jedním z center diverzity odrůd lilku bramboru a je zdrojem šlechtění mnoha moderních odrůd. V okolním moři se loví ryby a slávka peruánská, lososi se chovají také v sádkách. Na významu získává ekoturistika, založená na zdejší přírodě a klidném životním tempu.

## Doprava
Ostrov je přístupný trajektem nebo letecky, letiště se nachází v Mocopulli. V letech 2017–2025 probíhá výstavba visutého mostu Chacao přes průliv Chacao, tento projekt byl dlouhá léta odkládán. Mělo by se jednat o nejdelší visutý most v Jižní Americe. Na ostrově však panují obavy, jestli nedojde větším přílivem dopravy k poškození identity ostrova.